# Cung điện Eggenberg, Graz

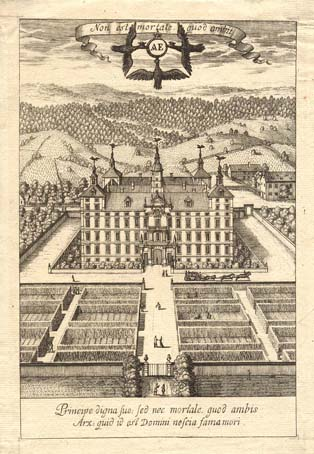
Phối cảnh lý tưởng của Eggenberg. Bản khắc đồng của Andreas Trost, trước 1700

Cung điện Eggenberg (tiếng Đức: Schloss Eggenberg) ở Graz, là quần thể cung điện Baroque quan trọng nhất ở bang Styria của Áo. Với những đồ trang trí được bảo tồn, những khu vườn cảnh quan rộng lớn cũng như một số bộ sưu tập đặc biệt từ Universalmuseum Joanneum nằm trong cung điện và công viên xung quanh, Schloss Eggenberg là một trong những kho tàng văn hóa quý giá nhất của Áo. Cung điện Eggenberg nằm ở độ cao 381 mét ở rìa phía Tây của thành phố. Thiết kế kiến trúc của nó và dấu ấn vẫn còn nhìn thấy được trong nhiều thế kỷ của lịch sử tiếp tục làm chứng cho sự thăng trầm và bảo trợ của dòng họ hùng mạnh một thời ở Styria, Nhà Eggenberg.
Vào năm 2010, tầm quan trọng của Schloss Eggenberg đã được công nhận với việc mở rộng danh sách Khu phố cổ lịch sử Graz trong số các Di sản văn hóa thế giới của UNESCO.
Được bao quanh bởi các bức tường với một cổng khổng lồ hướng về phía Tây, cung điện nằm ở quận Eggenberg của thành phố Graz và có thể đến được bằng xe điện. Góc phía bắc của khuôn viên cung điện có Vườn hành tinh và Lapidarium của bia đá La Mã cũng như lối vào Bảo tàng Khảo cổ học mới, nơi đặt xe ngựa tế Strettweg. Ở tầng trệt, cung điện chứa một bộ sưu tập tiền cổ (tủ tiền xu) nằm trong các phòng cũ của Balthasar Eggenberger, chủ sở hữu của giấy phép đúc tiền và hoạt động vào cuối thời Trung cổ. Ở cấp độ cao hơn, Alte Galerie có một loạt lớn các bức tranh, tác phẩm điêu khắc và các tác phẩm nghệ thuật khác từ thời Trung Cổ đến thời kỳ cận đại, trải qua 5 thế kỷ của lịch sử nghệ thuật châu Âu.

## Lịch sử

### Xây dựng
Thoạt nhìn, Schloss Eggenberg thể hiện mình là một công trình mới và hoàn toàn mang phong cách của thế kỷ 17. Tuy nhiên, nhiều phần của tòa nhà có từ thời Hậu kỳ Trung cổ và việc xây dựng vẫn tiếp tục trong suốt thời kỳ cận đại.
Trước năm 1460, Balthasar Eggenberger, một nhà tư bản tài chính của Frederick III, Hoàng đế La Mã thần thánh đã mua bất động sản ở phía tây của thành phố Graz, nơi đã trở thành một dinh cơ quý tộc cố định mang tên của dòng họ. Trong những năm tiếp theo, dinh cơ của gia đình được xây dựng và mở rộng. Đến năm 1470, một nhà nguyện gothic vuông đã được xây dựng trong tòa tháp. Một sự xá tội của Giáo hoàng từ ngày 30 tháng 5 năm 1470 đề cập đến "Capella Beate Marie Virginis Sita In Castro Eckenperg", Nhà nguyện của Đức Trinh Nữ Maria trong Lâu đài Eggenberg, trở thành hạt nhân của cung điện mới được xây dựng bởi cháu nội của Balthasar, Hans Ulrich von Eggenberg.
Người anh em họ của Tướng Ruprecht von Eggenberg, Hans Ulrich, với tư cách là một nhà ngoại giao và chính khách xuất sắc, đã thúc đẩy chính sách đối ngoại của Hoàng đế Ferdinand II, trong khi đối tác và đối thủ chính trị của Eggenberg, Hồng y Richelieu của Pháp, đã dẫn dắt vua Louis XIII trong Chiến tranh Ba Mươi Năm. Là thủ tướng (theo thuật ngữ chính trị đương đại) và là người tâm phúc, người bạn của Ferdinand II, Hans Ulrich muốn có một nơi ở hoành tráng đại diện cho địa vị và quyền lực mới của mình khi ông được đặt tên là "Gubernator" (Thống đốc) của Nội Áo sau khi hoàng đế chọn Vienna là thủ đô của đế quốc của ông. Năm 1625, Vương công Hans Ulrich von Eggenberg ủy quyền cho kiến trúc sư cung đình, ông Giovanni Pietro de Pomis, lên kế hoạch cho cung điện mới của mình, lấy cảm hứng từ El Escorial ở Tây Ban Nha. Là một kiến trúc sư, họa sĩ và medailleur (nhà thiết kế và người vẽ huy chương), de Pomis, vốn có gốc từ Lodi gần Milan, đã trở thành nghệ sĩ quan trọng nhất tại cung đình Graz. Kết hợp dinh cơ của dòng họ từ thời trung cổ vào cung điện mới, de Pomis tự mình giám sát công trình xây dựng cho đến khi ông qua đời vào năm 1631. Nhà xây dựng pháo đài Laurenz van de Syppe tiếp tục công việc trong hai năm cho đến khi tòa nhà hoàn thành, cuối cùng, bởi cả hai của các vị giám đốc công trình của de Pomis, Pietro Valnegro và Antonio Pozzo. Vỏ dường như đã được hoàn thành vào năm 1635 hoặc 1636. Từ năm 1641 đến 1646, công việc trang trí đã được đưa đến kết thúc.
Bắt đầu từ năm 1666, Johann Seyfried von Eggenberg, cháu trai của Hans Ulrich, đã phát triển cung điện theo sự huy hoàng và vĩ đại của phong cách Baroque và vào năm 1673, nơi cư trú lại bước vào ánh đèn sân khấu khi Đức Tổng Giám mục Claudia Felicitas xứ Tyrol là khách trong cung điện trên nhân dịp đám cưới của cô ở Graz với Leopold I, Hoàng đế La Mã thần thánh. Dưới thời Vương công Johann Seyfried, hệ thống trần toàn diện với khoảng 600 bức tranh trong các phòng của tầng chính đã được hoàn thành chỉ sau 7 năm. Hans Adam Weissenkircher bắt đầu sự nghiệp của mình với tư cách là họa sĩ cung đình của triều đình Eggenberger vào năm 1678. Ông đã hoàn thành hệ thống tranh ở hội trường chính - Phòng Hành tinh nổi tiếng vào năm 1684/85. Với điều này, giai đoạn đầu tiên của công việc trang trí Schloss Eggenberg đã được hoàn thành.
Sau sự tuyệt tự của dòng họ Eggenberg, các phòng của Cung điện Eggenberger bị bỏ trống và nhếch nhác. Chồng của nữ vương công Eggenberger cuối cùng, Johann Leopold, Bá tước Herberstein, đã ra lệnh đổi mới hoàn toàn khu phức hợp. Giữa năm 1754 và 1762, tòa nhà và khu vườn trải qua giai đoạn trang trí lớn thứ hai, lần này hoàn toàn phù hợp với thị hiếu theo lối kiến trúc Rococo. Đồ trang trí của tầng chính đã được hiện đại hóa. Tuy nhiên, Phòng Hành tinh và toàn bộ hệ thống tranh trần vẫn gần như không thay đổi. Vì vậy, các công trình tự giới hạn trong trang trí tường, bếp lò và các mảnh đồ nội thất. Để phù hợp với thời đại, ba chiếc tủ xuất xứ từ Đông Á đã được đưa về và các phòng đã nhận được các tấm phủ tường mới. Sự thay đổi lớn nhất có lẽ là việc phá hủy nhà hát cung điện Eggenberger, nơi mà một nhà thờ cung điện kiểu baroque. Người giám sát các công trình này là kiến trúc sư cung đình Graz Joseph Hueber, một học trò của Johann Lukas von Hildebrandt.
Giai đoạn thay đổi thứ ba diễn ra trong thế kỷ 19 và chỉ giới hạn ở các khu vực sinh sống trên tầng 1 (tầng 2 trong tiếng Anh Mỹ) của cung điện. Tầng chính không bị ảnh hưởng và không được sử dụng trong suốt một thế kỷ. Trọng tâm chính của sự chú ý trong giai đoạn này là sự biến đổi hoàn toàn khu vườn Baroque chính thức thành một khu vườn cảnh quan lãng mạn kiểu Anh.
Toàn bộ khu phức hợp vẫn thuộc sở hữu của dòng họ Herberstein cho đến năm 1939. Một thời gian ngắn trước chiến tranh, Schloss Eggenberg đã được mua lại bởi công viên của bang Styria. Bảo tàng lâu đời nhất ở Áo, Joanneum, được thành lập vào ngày 26 tháng 11 năm 1811 bởi Archduke Johann của Áo, tiếp quản quản lý cung điện và công viên. Joanneum đã tiến hành công tác khôi phục rộng rãi để sửa chữa những thiệt hại xảy ra trong Thế chiến II và sự chiếm đóng sau đó của quân Đồng minh và vào năm 1953, Schloss Eggenberg và Công viên Eggberg đã được mở lại để cho công chúng vào tham quan.